# Forráskút
Forráskút ist eine ungarische Gemeinde im Kreis Mórahalom im Komitat Csongrád-Csanád. Der Name Forráskút bedeutet im Ungarischen Quellbrunnen und geht zurück auf die im Ort liegenden Brunnen.

## Geografie
Forráskút liegt in der Großen Ungarischen Tiefebene im südlichen Teil des Landes, 22 Kilometer nordwestlich des Komitatssitzes Szeged und 17 Kilometer nördlich der Kreisstadt Mórahalom, 22 Kilometer westlich des Flusses Theiß und etwa 7 Kilometer westlich der Autobahn M5 zwischen Budapest und Szeged. Seine direkten Nachbargemeinden Zsombó, Bordány, Üllés und Balástya liegen noch auf Csongráder Gebiet, während das nördlich gelegene Csólyospálos schon zum Komitat Bács-Kiskun gehört. Der Boden ist wie in weiten Teilen der Puszta hauptsächlich aus feinem, braunen Sand bestehend und wird für den Anbau von Getreide, Mais, Kartoffeln, Wein und vor allem Gewürz-Paprika genutzt. In der Umgebung Forrátkúts befinden sich kleinere Waldgebiete und Angelseen, in Richtung Szeged zwei große Seen (Fehér-tó und Sándorfalvi halastó), die der Trinkwasserversorgung der Bevölkerung dienen.

## Klima
Es herrscht ein gemäßigtes kontinentales Klima mit geringen Niederschlägen, heißen Sommern und kalten Wintern. Der kälteste Monat ist der Januar mit Temperaturen um den Gefrierpunkt, der wärmste ist der Juli (+23,0 °C), wobei im Sommer die Tageshöchsttemperaturen die 40 °C-Marke überschreiten können und die Jahresdurchschnittstemperatur bei 17 °C liegt. Die relative Luftfeuchtigkeit liegt im Sommer meist unter 64 % und mit über 2000 Sonnenstunden im Jahr ist die Region die sonnenreichste Ungarns.

## Geschichte
Forráskút wurde 1950 eine eigenständige Gemeinde, wobei die Besiedlung bis ins 13. Jahrhundert zurückverfolgbar ist. In den Chroniken wird erwähnt, dass sich an dieser Stelle schon im Jahre 1478 eine aus Stein gebaute Kirche befunden hat, welche im Jahre 1906 durch eine aus 97.000 Backsteinen gebaute neue römisch-katholische Kirche ersetzt worden ist. 1977 wurde Forráskút vorübergehend der Nachbargemeinde Üllés angegliedert. Dieser Zustand dauerte bis zu seiner endgültigen Eigenständigkeit Anfang 1979 an.

## Gemeindepartnerschaften
- Charsznica, Polen, seit 2009[1]
- Tomești (Harghita), Rumänien, seit 2005[1]

## Kultur und Sehenswürdigkeiten
Jedes Jahr am dritten Samstag im August findet das Dorffest (falunap) statt, bei dem die Bewohner in traditionelle Gewänder gekleidet mit geschmückten Pferdewagen durchs Dorf ziehen. Zum Abschluss des Festtages gibt es am Abend ein großes Feuerwerk. Zu den weiteren Festivitäten gehören das alljährliche Weinlese-Fest (szüret), welches Ende September stattfindet und ein weiteres Fest, das den schönen Namen "Baumstumpf-Ziehen" (tuskóhúzás) trägt und am siebten Sonntag vor Ostern gefeiert wird. Im zentralen Gemeindepark wurde zum Gedenken der Verstorbenen des Zweiten Weltkriegs ein Denkmal aufgestellt, das zurzeit einzige Denkmal in der Gemeinde.

## Wirtschaft
Die Wirtschaft Forráskúts ist landwirtschaftlich geprägt. Neben der aus sozialistischer Zeit stammenden Landwirtschaftlichen-Erzeuger-Genossenschaft "TÉSZ", die im Süden der Gemeinde große Gewächshäuser betreibt, existiert nur ein weiterer überregional agierender Maschinenbaubetrieb für Landmaschinen, die FORRÁS GÉPEK Kft.

## Persönlichkeiten
Zu den bekanntesten Persönlichkeiten gehört die Sängerin der ungarische Band Nox (Band) Szilvia Péter Szabó (* 1982), die zwar im benachbarten Szeged geboren aber in Forráskút aufgewachsen ist. Die Band vertrat Ungarn beim Eurovision Song Contest 2005 in Kiew.